# Neder Hadsten
Neder Hadsten er en bydel i Hadsten som sammen med Over Hadsten og Ginneruplund udgør den sydlige del af Hadsten.

Bydelen var indtil 1960-70'erne en fritliggende landsby, men er nu vokset sammen med Hadsten Stationsby samt kirkebyen Over Hadsten. Navnet er ikke almindeligt brugt længere, og findes i dag kun i navne. F.eks. i Neder Hadsten Vandværk og Neder Hadsten Børnehave.

## Den oprindelige landsby
Ved ophævelsen af jordfællesskabet ved lov d. 23. april 1781, blev det nu muligt for den enkelte fæstebonde at forvalte deres egen gård, samt give dem ejendomsret over gården. Dette gav de enkelte bønder mere interesse i driften og i at skabe det største overskud. Frijsenborg, der var grevskabet over Hadsten Sogn, nød også godt af denne lov, der også gav greven mulighed for at udskifte landsbyer til formål og effektivere driften. Dette blev aktuelt for landsbyen, da Frijsenborg havde forsøgt sig med at udflytte Ballegård ud til sognets yderkant, og fik dermed samlet sine jorder.
Ved loven blev det også indført, at jorder der tidligere havde været fælles for enhver før 1781, ville tilfalde sognerådet(kommune) til fortsat offentlig brug. I Neder Hadstens tilfælde kom dette under Vitten-Haldum-Hadsten Kommune.
Oprindeligt bestod byen af hele 13 gårde, som hver drev deres del af agerjorden i placeret forskellige steder i sognet. Bl.a. blev gården Ginneruplund, der i dag er revet ned til fordel for bydelen Ginneruplund, placeret umildbart øst for Hadsten Kirke i landsbyen Over Hadsten, der først efter udskiftningen fik nogle enkelte gårde.

Efter udskiftningen var der kun syv gårde tilbage i landsbyen, der ved indlemmelsen i sognekommunen havde fået mindre indflydelse. Alle de syv gårde eksisterer i dag, dog hvor flere kun er repræsenteret af et stuehus.

### Den nye centralskole
Allerede i 1937 kom det på tale i sognerådet, at der skulle bygges en ny og større skole. Idéen omkring en centralskole der kunne have nok elever, til at kunne etableres én klasse for hver årgang. I sognerådet i Vitten-Haldum-Hadsten Kommune, hvor Hinnerup Stationsby fik en stadig større og mere betydende rolle, som hovedby i 1950, kom idéen om en centralskole for hele kommunen frem. Stærke lokale kræfter fra Hadsten Sogn ønskede inderligt ikke, at skolen ville blive placeret i eksempelvis Haldum, hvorfor der foreslås et skoleforbund med sognerådet i Galten Sogn, der inkluderende Hadsten Stationsby, hvilket dog i stedet førte til at sognerådet vedtog et skoleforbund mellem Lyngå Sogn og Hadsten Sogn. Hinnerup fik næsten sin centralskole, der blev en skole for hele Vitten og Haldum Sogne.

### Østervangskolen
Som en erstatning for Lyngå- og Over Hadsten Skole, åbnede Østervangskolen efter sommerferien i 1960 med J. Vadgård Christensen som førstelærer samt otte andre lærere. Elevtallet nåede det første år op på 175-180 elever.
Skolen blev dermed den første forbundsskole i det daværende Aarhus Amt efter 22 års forhandlinger. I dag har skolen 519 elever fordelt på 22 klasser.

### Hadstenegnens Andelsmejeri
I 1950 solgte Herluf Thomsen hans mejeri til det nystiftede andelsselskab, Hadstenegnens Andelsmejeri. Mejeriet blev i 1970 overtaget af Aarhus Centralmejeri, der senere blev til MD Foods.

### Neder Hadsten Købmand
J. Nordentoft åbnede i 1922 en købmand ved Hammel-landevejen midt i Neder Hadsten. Der havde gennem de første år mange skiftende ejere, indtil den i 1925-1936 blev bestyret af Martin Bundgaard. Den 28. august 1938 overtog Jens Amstrup Christensen(billedet) købmanden, og drev den frem til sin død 28. maj 1995. Herefter lukkede købmanden.

## Eksterne Henvisninger
- Tabel over eksisterende gårde i Neder Hadsten med nuværende adresser. Link

1. ↑  Forordning om Jord-Fællesskabets Ophævelse - Retsinformation.dk
2. ↑  Børge Jensen: Hadsten Sogns Historie(Over- og Neder Hadsten Sogn), 1983 ISBN 87-981556-0-1, side 96
3. ↑  Aasum Bylaug: Hævd og byjord
4. ↑  Lokal hjemmeside om Vitten (Webside ikke længere tilgængelig), som referere til sognekommunen.
5. 1 2  Børge Jensen: Hadsten Sogns Historie(Over- og Neder Hadsten Sogn), 1983 ISBN 87-981556-0-1, side 81
6. ↑  Festskrift i anledning af Østervangskolens (Webside ikke længere tilgængelig) 50 års jubilæum 2010
7. ↑  Oestervangskolen.dk: (Webside ikke længere tilgængelig) Om Skolen: Elevtal